# Línea 62 (Montevideo)

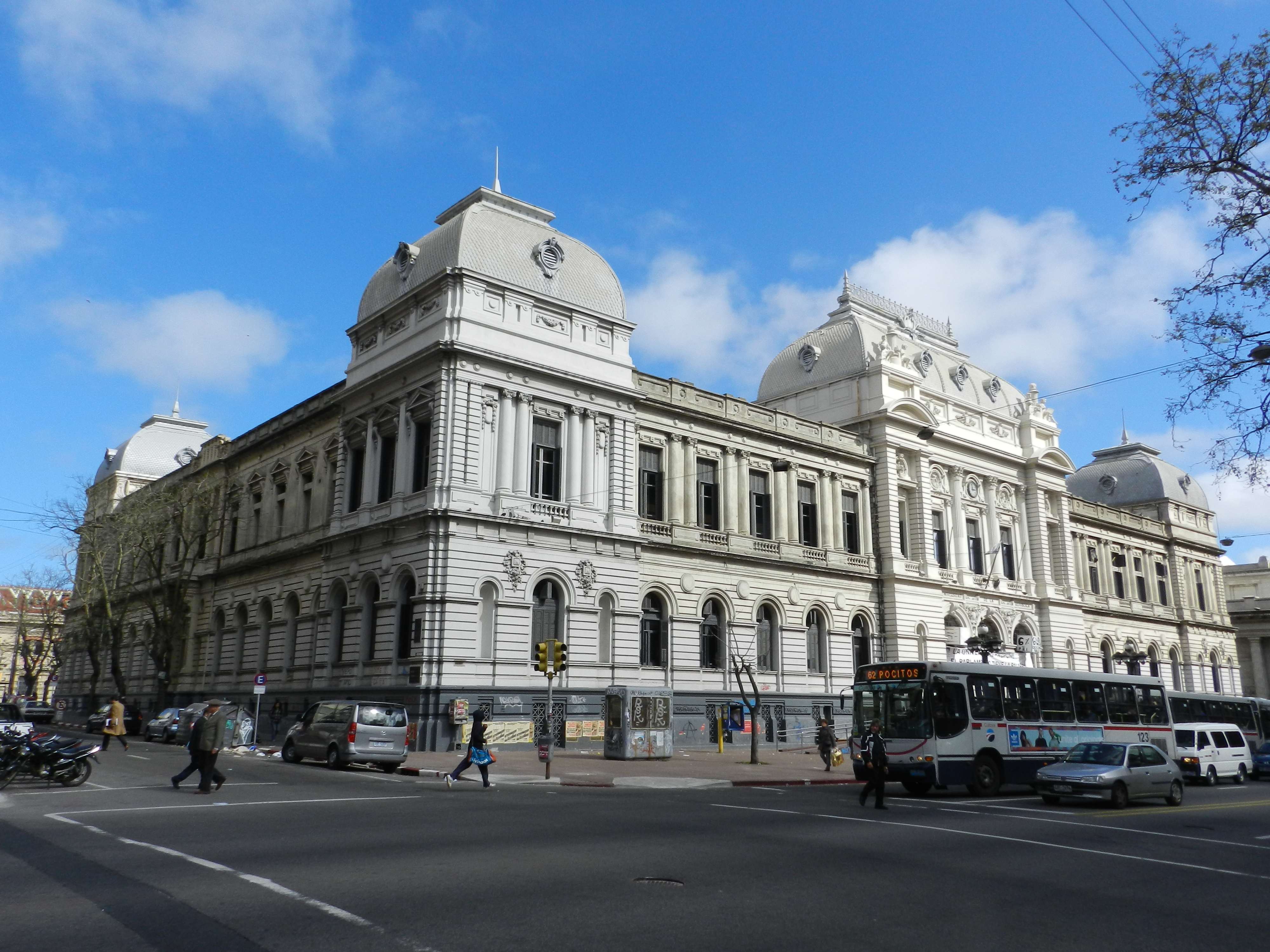
Línea 62 frente al Edificio de la Universidad de la República

La línea 62 es una línea de transporte urbano de Montevideo. Une la Plaza Independencia o la Ciudad Vieja con Pocitos. La ida es Pocitos y la vuelta Ciudad Vieja.

## Creación
Fue creada el 28 de marzo de 1951 por la Administración Municipal de Transporte, y es considerada como la primera línea del sistema de trolebuses de Montevideo. La misma fue operada por trolebuses hasta 1992, año en que dicho sistema desapareció, tras la disolución de la Cooperativa de Trolebuses. En los años posteriores  fue convertida en una línea de ómnibus y comenzó a ser operada por la compañía CUTCSA.

## Recorridos
En ambos sentidos la línea 62 circula por los barrios montevideanos de Pocitos, Parque Batlle, Cordón, Centro y Ciudad Vieja. En el caso del destino hacia la Aduana, el mismo es en la misma Ciudad Vieja, dado que ese destino hace mención a la antigua terminal ubicada frente al edificio de la Aduana de Montevideo, desaparecida para la construcción de la Rambla 25 de Agosto
| - Juan L. Cuestas - Buenos Aires - Plaza Independencia - Avenida 18 de Julio - Eduardo Acevedo - José Enrique Rodó - Bulevar Artigas - Avenida Rivera - Gabriel Pereira - Guayaquí - Juan Benito Blanco - 26 de Marzo - Av. Luis Alberto de Herrera - Rambla Charles de Gaulle - Terminal Pocitos (Kibón) | - Terminal Pocitos - Rambla Charles de Gaulle - Rambla República del Perú - Gabriel Pereira - Rafael Pastoriza - Avenida Rivera - Avenida 18 de Julio - Plaza Independencia - Ciudadela - 25 de Mayo - Juncal - Cerrito |